# Francia all'Eurovision Song Contest 2010
La Francia ha selezionato ancora una volta internamente il suo rappresentante per l'Eurovision Song Contest 2010. Secondo alcune indiscrezioni iniziali, il nome scelto dalla delegazione incaricata sarebbe stato quello di Christophe Willem, che avrebbe dovuto intraprendere una collaborazione con il DJ David Guetta. La scelta sarà probabilmente comunicata il 5 marzo. Ad ogni modo, France 3 ha ufficialmente smentito le indiscrezioni riguardanti la partecipazione di Willem. Il 17 febbraio, è stato poi comunicato che sarà Jessy Matador a rappresentare il paese transalpino, con una canzone riguardante i prossimi mondiali di calcio.
Secondo un sondaggio, la maggioranza dei francesi vorrebbe che fosse Mika a rappresentare il paese d'oltralpe.

## All'Eurofestival
La Francia rientra nella categoria dei Big4, cioè dei quattro paesi europei che, per i loro contributi alla manifestazione, hanno il diritto di accedere direttamente in finale. Pertanto, la Francia gareggerà in finale, il 29 maggio.